# Philipp Walsleben
Philipp Walsleben, 19 de novembro de 1987 em Potsdam, é um ciclista alemão membro da equipa Corendon-Circus.

## Palmarés

### Ciclocross
| 2009 - Campeonato Mundial sub-23 de Ciclocross - Campeonato Europeu sub-23 de Ciclocross - Campeonato da Alemanha em Ciclocross 2010 - Campeonato da Alemanha em Ciclocross 2011 - Campeonato daAlemanha em Ciclocross 2012 - 2º no Campeonato da Alemanha em Ciclocross | 2013 - Campeonato de Alemanha em Ciclocross 2014 - Campeonato da Alemanha em Ciclocross 2016 - Campeonato da Alemanha em Ciclocross 2017 - 3º no Campeonato da Alemanha em Ciclocross |

### Estrada
2011
- 1 etapa da Mi-août en Bretagne

2013
- 1 etapa do Tour de Alsacia
- Baltic Chain Tour, mais 1 etapa

2018
- Bałtyk-Karkonosze Tour, mais 1 etapa
- 2 etapas da Volta a Liège